# David Selby
David Lynn Selby (ur. 5 lutego 1941 w Morgantown w stanie Wirginia Zachodnia) – amerykański aktor filmowy i telewizyjny.

## Życiorys

### Wczesne lata
Urodził się w Morgantown w Wirginii Zachodniej jako syn Sarah E. McIntyre Selby i stolarza Clyde’a Iry Selby. Uczęszczał do West Virginia University w jego rodzinnym mieście, zdobywając tytuł Bachelor of Science oraz stopień magistra w teatrze, a następnie doktor filozofii z Southern Illinois University w Carbondale.

### Kariera
W 1961 r. zadebiutował na scenie. Wystąpił na Broadwayu w sztuce Gandhi (1970), Dziedziczka (The Heiress, 1976), Dziwactwo słowika (Eccentricities of a Nightingale) Tennessee Williamsa (1976) i Nie zatańczę (I Won't Dance, 1981). Potem trafił na szklany ekran jako Quentin Collins w operze mydlanej ABC Cienie o zmroku (Dark Shadows, 1968-171). Po występie w komedii Jak się zabawić? (Up the Sandbox, 1972) z Barbrą Streisand i Supergliny (The Super Cops, 1974) obok Rona Leibmana, w 1981 r. za rolę doktora Gene’a Seagrama w dramacie przygodowym Podnieść Titanica (Raise the Titanic!, 1980) był nominowany do Złotej Maliny w kategorii najgorszy aktor drugoplanowy. Grał nikczemnego Michaela Tyronne w operze mydlanej NBC Flamingo Road (1981-82). Telewizyjna kreacja Richarda Channinga, syna Angeli Channing (w tej roli Jane Wyman), w operze mydlanej CBS Falcon Crest (1982-90) przyniosła mu w 1989 r. nagrodę Soap Opera Digest Award.

## Życie prywatne
10 sierpnia 1963 r. poślubił nauczycielkę Claudine Newby. Mają troje dzieci: syna Jamisona Todda (ur. 5 maja 1969) oraz dwie córki – Brooke i Amandę.

## Filmografia

### Filmy fabularne
- 1971: Przeklęte cienie mroku (Night of Dark Shadows) jako Quentin Collins / Charles Collins
- 1972: Jak się zabawić? (Up the Sandbox) jako Paul Reynolds
- 1979: Nocny jeździec (The Night Rider, TV) jako Lord Thomas Earl
- 1980: Podnieść Titanica (Raise the Titanic!) jako dr Gene Seagram
- 1981: Bogate i sławne (Rich and Famous) jako Douglas Blake
- 1991: Za wcześnie umierać (Dying Young) jako Richard Geddes
- 1992: Tajemnica grobu: Legat Hilltopa Drive’a (Grave Secrets: The Legacy of Hilltop Drive, TV) jako Shag Williams
- 1994: Na rozstaju (Intersection) jako Richard Quarry
- 1996: Potężne Kaczory 3 (D3: The Mighty Ducks) jako Dean Buckley
- 1996: Sztorm (White Squall) jako Francis Beaumont
- 1997: Najemnicy (Soldier of Fortune, Inc.) jako Xavier Trout
- 2004: Przetrwać święta (Surviving Christmas) jako Horace Vanglider
- 2004: Cień strachu (Shadow of Fear, TV) jako pan Steve Palmer
- 2005: Larwa (Larva, TV) jako Fletcher Odermatt
- 2006: Czarna dziura (The Black Hole, TV) jako generał Ryker
- 2006: Decydująca gra (End Game) jako Shakey Fuller
- 2006: Nieznani (Unknown) jako kapitan policji Parker
- 2010: Inhale jako Henry White
- 2011: Świąteczny pościg (Deck the Halls, TV) jako Luke Reilly
- 2012: Mroczne cienie (Dark Shadows) jako Gość
- 2012: Batman DCU: Mroczny Rycerz – Powrót (Batman: The Dark Knight Returns) jako komisarz James 'Jim' Gordon (głos)
- 2013: Duet na żółtych papierach (Are You Here) jako Karl Stevens
- 2015: Equals jako Leonard

### Seriale TV
- 1968-71: Cienie mroku (Dark Shadows) jako Quentin Collins
- 1975: Sierżant Anderson (Police Woman) jako Nate Fesler
- 1976: Kojak jako sierżant Jimmy O’Connor
- 1977: Waszyngton za zamkniętymi drzwiami (Washington: Behind Closed Doors) jako Roger Castle
- 1981-82: Flamingo Road jako Michael Tyrone
- 1982-90: Falcon Crest jako Richard Channing
- 1992: Lady Boss jako Martin Swanson
- 1998: Dotyk anioła (Touched by an Angel) jako Abraham Lincoln
- 2001: Ally McBeal jako pan Rohr
- 2007: Dowody zbrodni (Cold Case) jako Dom Barron '07
- 2007: Powiedz, że mnie kochasz (Tell Me You Love Me) jako Arthur Foster
- 2009: Mad Men jako Horace Cook, Sr.